# Plethodon jordani
Plethodon jordani este o specie de salamandre din familia Plethodontidae⁠(d). Este endemică în Munții Apalași din sud-estul SUA.

## Descriere
O astfel de salamandră are o culoare uniformă de gri oțeliu, cu pete remarcabile roșii, portocalii sau galbene pe partea laterală a capului. Se crede că specia Desmognathus imitator prezintă o formă de mimetism a speciei Plethodon jordani și are un aspect foarte asemănător, dar D. imitator are o linie palidă care pornește de la falcă și se sfârșește la ochi, iar picioarele posterioare le are mai robuste.

## Răspândire și habitat
Plethodon jordanise găsește în zonele muntoase din sud-estul Statelor Unite. Principalele populații viețuiesc de-a lungul graniței dintre Carolina de Nord și Tennessee, dar populații separate apar în Comitatul Rabun, Georgia. Se găsește la altitudini de minim 210 m și maxim 1950 m, dar puține specimene se găsesc sub 600 m. Aproape întreaga variație de altitudine are loc în limitele Parcului Național Great Smoky Mountains. Este o specie terestră, găsindu-se atât în pădurile de dicotiledonate, cât și în cele de conifere, în special în pădurile de molizi și brazi din sudul Munților Apalași. Este abundentă în zone cu strat de mușchi aflat pe sol și litieră de frunze printre bolovani mari.

## Biologie

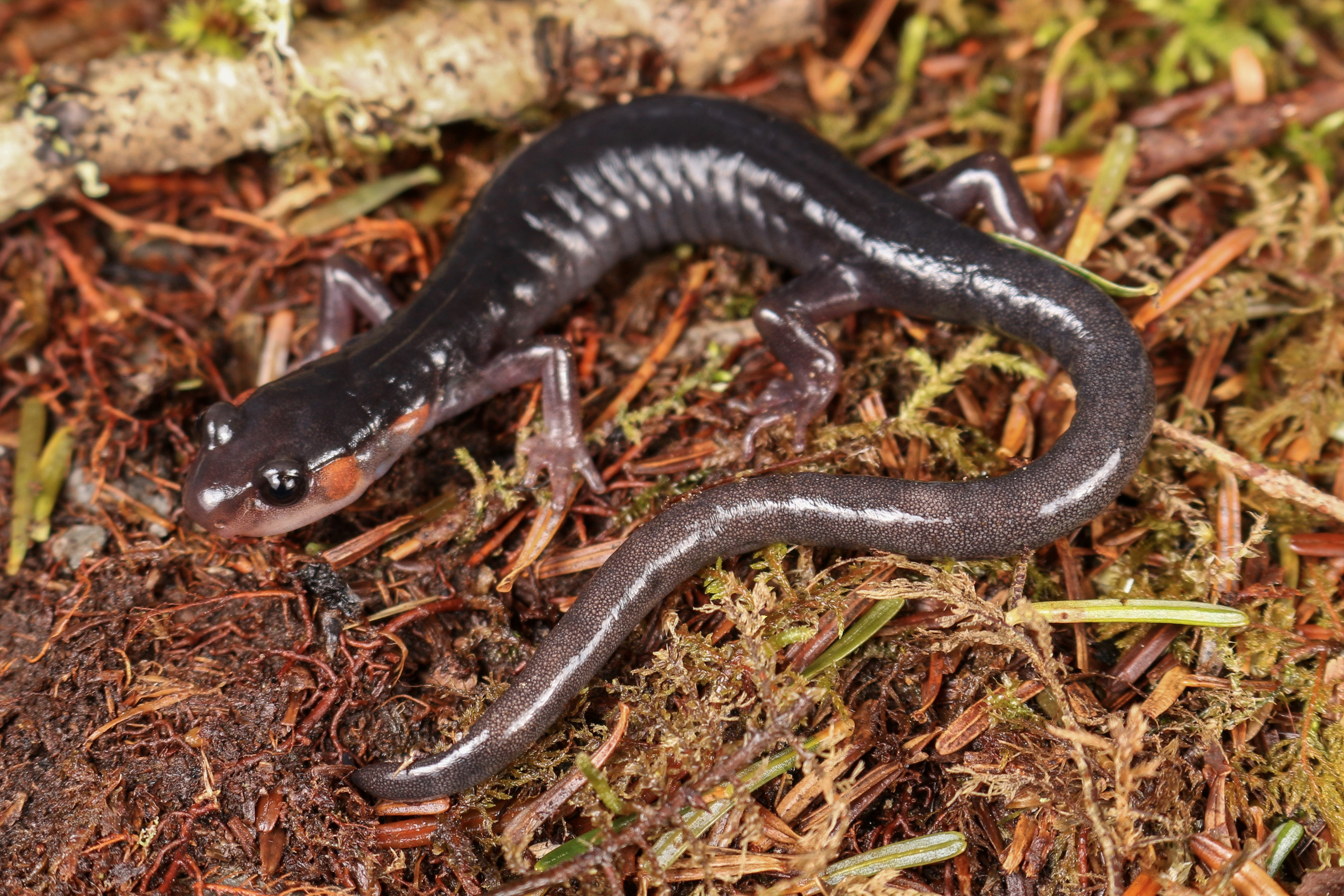
Un specimen de Plethodon jordani găsit sub o stâncă în extrema vestică a Carolinei de Nord

O salamandră Plethodon jordan se ascunde în timpul zilei sub roci și în sau sub bușteni putrezi. Are vizuini largi și puțin adânci prin care se poate mișca. Noaptea și în timpul ploii iese la suprafață pentru a se hrăni. O salamandră are un domeniu vital mic, care este de aproximativ 11 m² pentru un mascul și 2,8 m² pentru o femelă. Mutate la o distanță de 300 m sau mai mult, majoritatea salamandrelor reușesc să se întoarcă acasă. Se hrănește cu nevertebrate mici, inclusiv viermi, melci, colembole, păianjeni, insecte și larve de insecte.
Printre creaturile care vânează aceste salamandre se numără păsări, Thamnophis sirtalis⁠(d), Desmognathus quadramaculatus⁠(d) și Gyrinophilus porphyriticus⁠(d). Când sunt atacate, își întorc coada spre prădător și emite un mucus lipicios și nociv. Poate mușca capul unui șarpe sau împleti coada în jurul capului său. O altă strategie defensivă este autotomizarea cozii sale, care poate lăsa prădătorului o bucată gustoasă în timp ce salamandrei fuge să scape.
Se știu puține despre reproducerea acestei salamandre, dar este probabil ca acestea să fie similară cu cea a altor membri ai genului Plethodon⁠(d), cu un rând de ouă care este clocit de femelă și fiecare ou dezvoltându-se direct într-un juvenil, fără a interveni stadiul de larvă.

## Stare de conservare
Uniunea Internațională pentru Conservarea Naturii a clasificat starea de conservare a speciei Speleomantes ambrosii ca fiind aproape amenințată în lista sa roșie a speciilor amenințate. Populația speciei pare să fie stabilă, dar suprafața arealului său este mai mică de 5.000 km². Echilibrând acest lucru, este comună în multe locații, tolerează perturbarea forestieră și se găsește exclusiv în limitele Parcului Național Great Smoky Mountains. Principalele amenințări ar putea fi ploile acide, schimbările climatice și daunele pădurilor cauzate de Adelges piceae⁠(d).